# راي يوشيدا
راي يوشيدا (بالإنجليزية: Ray Yoshida)‏ هو رسام أمريكي، ولد في 3 أكتوبر 1930 في Kapaʻa, Hawaii ‏ في الولايات المتحدة، وتوفي في 10 يناير 2009 في كاواي في الولايات المتحدة.

## وصلات خارجية
- راي يوشيدا على موقع الموسوعة البريطانية (الإنجليزية)